# Jan I. Oldenburský
Hrabě Jan I. Oldenburský (asi 1204 – asi 1270) byl od roku 1233 do své smrti vládnoucím hrabětem z Oldenburku.

## Život
Jeho otec, Kristián II., vládl společně s jeho strýcem, Otem I. Po smrti Kristiána II. v roce 1233 se poručníkem nezletilého Jana I. stal Oto I. Když Jan I. dosáhl plnoletosti, vládl společně s Otou I. Po smrti Oty I. v roce 1251 vládl Jan I. sám.
V roce 1233 založili Oto I. a Jan I. cisterciácký klášter Rosenthal v Menslage. V roce 1251 se klášter přesunul do pevnosti v Börstelerském lese, kterou již Jan I. vlastnil.
Po sporu s městem Brémy musel postoupit zámek v Bernu. Jako náhradu postavil Jan I. a jeho strýc hrad v Delmenhorstu, což vyvolalo silnou reakci Stedingenu.
Stejně jako jeho předchůdci měl mnoho sporů se svými příbuznými, hrabaty z Oldenburku-Wildeshausenu. Nakonec bylo jejich hrabství rozděleno mezi biskupy z Münsteru a Brém. Oldenburg a Delmenhorst tak byly těmito územími téměř úplně obklopeny a to vedlo ke staletým sporům mezi hrabaty z Oldenburku a dvěma knížaty-biskupy.
Jan I. je přímým patrilineárním předkem britského krále Karla III. a mnoha dánských králů a ruských carů.

## Manželství a potomci
Oženil se s Richezou, dcerou hraběte Jindřicha II. Hoyského. Měli čtyři děti:
- Heilwig, provdaná za Ekberta, hraběte z Bentheimu-Tecklenburku († asi 1309/11)[1]
- Kristián III., hrabě z Oldenburku (asi 1250 – 1285)
- Mořic († 1319), kněz ve Wildeshausenu
- Oto II. († 1304)